# Minaret d'Emin
Le minaret d'Emin (chinois simplifié : 额敏塔 ; chinois traditionnel : 額敏塔 ; pinyin : émǐn tǎ), également appelé minaret de Sugong 苏公塔, sūgōng tǎ) est un minaret situé à Tourfan (Gaochang) dans la région autonome de la République Populaire de Chine. Avec une hauteur de 44 mètres, c'est le plus haut minaret de Chine. Il mesure plus de 14 mètres de diamètre à la base et presque 3 m au sommet. Ce minaret a été construit en 1777.
Il est situé à une altitude d'environ 150 m en dessous du niveau de la mer.

## Le contexte de la construction
Le minaret Emin ou tour Emin se dresse près d'une mosquée ouïghoure, à Turfan, Xinjiang. À 44 mètres (144 pieds), c'est le plus haut minaret de Chine.  L'Empire Qing a conquis cette région largement musulmane dans les années 1750 en battant les Mongols Dzungar avec des armes plus perfectionnées. Les Ouïghours, sous Emin Khoja (zh) (chinois : 額敏和卓 ; ouïghour : ئىمىن خوجا‎), ont rejoint l'Empire Qing pour se protéger contre les Dzoungars et le minaret Emin a été nommé d'après Emin Khoja.
Le minaret a été bâti en 1777 sous le règne de l'empereur Qianlong (r. 1735–1796) et n'a été achevé qu'un an plus tard. Il a été financé par des dirigeants locaux et construit pour honorer les exploits d'un général local de Turfan, Emin Khoja, d'où le nom « Emin ». Le minaret d'Emin est situé le long de l'ancienne Route de la Soie (près de l'ancienne capitale antique des Huns de Gaochang). À proximité se trouve le site des Grottes des mille Bouddhas de Bezeklik. La mosquée est visiblement du bâtiment abritant le siège du gouvernement de la préfecture de Tourfan (chinois : 土鲁潘郡王府), sous la dynastie Qing, située de l'autre côté de la rue, au Nord-Est de la mosquée.
Le paysage aride du sud du Xinjiang est relié depuis longtemps à l'Asie de l'Est et à l'Asie de l'Ouest par des routes commerciales historiques telles que la route de la soie et les terres autour de ces carrefours sont devenues l'emplacement de la plupart des structures islamiques ouïghoures du Xinjiang. La région a longtemps servi de canal d'échange culturel entre différents groupes ethniques et religieux. Le minaret Emin, comme les autres mosquées et minarets ouïghours, reflète cela dans sa combinaison de caractéristiques islamiques traditionnelles et de traditions locales de construction ouïghoures.

## Reflet de la culture matérielle et immatérielle ouïghoure
Le minaret Emin a été construit par des artisans locaux en utilisant des matériaux locaux. La structure elle-même est en bois et en brique. Il s'agit d'un élégant dôme islamique circulaire et effilé, d'un diamètre supérieur à 14 mètres (46 pieds) à sa base et effilé à 2,8 mètres au sommet. L'extérieur est en briques jaunes séchées au soleil qui se rétrécissent au fur et à mesure que la tour s'élève. Les briques richement texturées sont sculptées dans des motifs de mosaïque complexes, répétitifs, géométriques et floraux, tels que des fleurs et des losanges stylisés. Ce mélange de caractéristiques chinoises et islamiques n'est visible que dans les minarets en Chine. Les motifs géométriques uniques sont caractéristiques de l'architecture islamique et n'ont pas d'équivalent dans l'architecture de la Chine autre que dans les structures musulmanes. Dans la tour se trouvent plusieurs fenêtres longues et étroites à différentes hauteurs et orientées dans différentes directions qui fournissent lumière et ventilation. Le minaret n'a pas d'étages. À l'intérieur, le support interne en spirale sert d'escalier en colimaçon à 72 marches vers le haut.
Le minaret Emin est situé au coin nord-est de la mosquée ouïghoure, une structure rectangulaire avec un iwan ou un mihrab, une niche à arc pointu fermée sur trois côtés mais ouverte sur une grande cour couverte au quatrième. La mosquée est divisée en une salle intérieure pour une utilisation pendant les mois les plus froids et des salles extérieures plus grandes pour les mois plus chauds. Les halls extérieurs sont construits avec des piliers et des poutres en bois, élégantes, hautes, minces, soutenant sa charpente apparente. Ces halls extérieurs sont ouverts et spacieux, tandis que le hall intérieur est petit et clos. Contrairement aux structures chinoises on n'y trouve aucune image.